# Francis Drake
Francis Drake (Tavistock (Devon, Engeland), circa 1540 – Portobelo (Panama), 28 januari 1596) was een Engels kaper, viceadmiraal, ontdekkingsreiziger, zeeheld, politicus en de eerste Engelsman die de wereld rondvoer, in de jaren 1577 tot 1580.

## Biografie
Francis Drake werd geboren te Tavistock, in Devon, als zoon uit een protestants boerengezin. Vanwege godsdienstspanningen moest Drake op jonge leeftijd vluchten naar Kent. Rond zijn dertiende levensjaar begon hij aan een lange carrière als zeeman. Op 23-jarige leeftijd zeilde Francis Drake voor de eerste maal naar de Nieuwe Wereld samen met zijn neef John Hawkins, een van de succesvolste piraten van zijn tijd.
In 1573 deed hij als piraat een gedeeltelijk gelukte poging het Spaanse zilvertransport over de landengte van Panama naar de zilvervloot te onderscheppen. Hij ging bondgenootschappen aan met Marrons tegen hun voormalige 'eigenaren'.
In 1577 verzocht koningin Elizabeth I hem om zich in een geheime missie te richten op de Spanjaarden aan de Pacifische kust van Amerika. Hij viel, na in de recordtijd van 16 dagen door de Straat Magellaan te zijn gevaren, Spaanse schepen aan en veroverde een zilverschip, de Nuestra Señora de la Concepción, met een waarde van 300.000 pond. In 1579 zette hij voet aan wal in het noorden van Californië of eventueel in Oregon (de precieze plaats is onderwerp van discussie). Dit gebied claimde hij voor de Engelse kroon en hij noemde het Nova Albion. Weliswaar werd menig Spaans schip buitgemaakt (en daarmee ook belangrijke strategische informatie), maar onderwijl verloor hij een groot deel van zijn vloot en bemanning. Het lukte hem niet om via het noorden van Amerika weer oostwaarts terug naar Europa te varen. Daarop zeilde Drake westwaarts om de wereld via de Molukken en Kaap de Goede Hoop. In september 1580 kwam hij in Engeland terug, zijn schepen volgeladen met specerijen. Dit was de derde maal dat de wereld omvaren werd, na Juan Sebastián Elcano in 1522 en Andrés de Urdaneta in 1536. Op 4 april 1581 werd Drake door Elisabeth op zijn Golden Hind geridderd.
In 1583 deed Drake een poging de zilvervloot bij Sevilla te onderscheppen. In 1587 trok hij de haven van Cádiz binnen en roofde 3000 tonnen sherry. Deze wijn was nog onbekend in Engeland, maar werd erg populair en nog steeds wordt in Engeland per persoon de meeste sherry gedronken. 
Bij al deze acties was Engeland niet in oorlog met Spanje en juridisch gezien was hij piraat en geen kaper, een begrip dat zich overigens ook pas wat later zou ontwikkelen. Desalniettemin werd hij als een held vereerd; piraterij was in Engeland altijd door de vingers gezien en zelfs de hoogste adel hield er zich direct of indirect mee bezig. Elisabeth was medefinancier van zijn expedities en profiteerde er sterk van (het stond haar toe de hele buitenlandse schuld af te betalen), wat de relatie met Spanje op het spel zette. Al deze piraterij/kaperij zou ook bijdragen aan het uitbreken van de Spaans-Engelse Oorlog in 1585.
Enkele jaren later, in 1588, leidde Drake als viceadmiraal de Engelse vloot naar de overwinning tegen de Spaanse Armada voor de kust van Grevelingen.
Dit was niet het einde van zijn zeevaartcarrière. In 1595 mislukte een poging om Las Palmas te veroveren. Zijn campagne in Spaans Amerika verliep rampzalig. Hij leed een aantal nederlagen; zo viel hij zonder succes San Juan op Puerto Rico aan. De Spaanse kanonniers van Kasteel San Felipe del Morro schoten een kanonskogel door de cabine van zijn vlaggenschip, maar hij overleefde dit.
Drake stierf in januari 1596 aan dysenterie, na een mislukte aanval.

## Vernoemingen
Naar Francis Drake is Drake's Island genoemd, het eiland dat het vertrek- en eindpunt was van zijn reis rond de wereld. Het ligt in de Plymouth Sound, de natuurlijke haven van de Engelse stad Plymouth. Ook het Sir Francis Drake Channel in de Britse Maagdeneilanden is naar hem vernoemd.
De Straat Drake (Spaans: Mar de Hoces) is een zeestraat tussen de zuidpunt van Zuid-Amerika, Kaap Hoorn en Antarctica. Hij verbindt de Atlantische Oceaan met de Grote Oceaan en behoort grotendeels tot de Zuidelijke Oceaan. De straat is naar hem vernoemd.
De hoofdpersoon van de computerspelserie Uncharted is Nathan Drake, die een nazaat van Francis Drake meent te zijn.